# Chór Roku Eurowizji
Chór Roku Eurowizji (formalnie Eurowizyjny Chór Roku) to odbywający się co dwa lata konkurs chóralny, zainspirowany World Choir Games, organizowany przez Europejską Unię Nadawców (EBU) i Interkultur Foundation. Na debiut mają pozwolenie członkowie EBU. Konkurs inauguracyjny odbył się 22 lipca 2017 roku w Rydze na Łotwie. 

## Początki
Chór Roku Eurowizji to konkurs, który został stworzony przez Europejską Unię Nadawców i Interkultur. Wydarzenie składa się z nieprofesjonalnych chórów, konkurs inauguracyjny odbył się 22 lipca 2017 roku, a gospodarzem był łotewski nadawca Latvijas Televīzija (LTV). Plotki o powstaniu konkursu zostały oficjalnie potwierdzone 30 listopada 2016 roku. W dniu 21 lipca 2017 roku ogłoszono, że Chór Roku Eurowizji będzie konkursem organizowanym co dwa lata, chyba że wyniki oglądalności byłyby wyższe niż oczekiwano. 
Koncepcja chóru Eurowizji została po raz pierwszy omówiona w 2014 roku. Konkurs organizowany przez łotewskiego nadawcę krajowego, Latvijas Televizija (LTV) oraz sieć Arte zaraz po pozytywnym przyjęciu „Born in Riga”, nadawca zwrócił się do wielu nadawców, w tym EBU i Interkultur w sprawie organizacji nowego konkursu docierającego do szerszej publiczności. 

## Format
Uczestnicy konkursu konkurują co dwa lata o tytuł Chóru Roku Eurowizji, w tym o nagrodę w postaci kontraktu nagraniowego dla zwycięskiego chóru.

## Udział
| Rok  | Kraje dokonujące debiutu w konkursie                                             |
| ---- | -------------------------------------------------------------------------------- |
| 2017 | - Austria - Belgia - Dania - Estonia - Węgry - Łotwa - Niemcy - Słowenia - Walia |
| 2019 | - Norwegia - Szkocja - Szwecja - Szwajcaria                                      |
| 2021 | Konkurs odwołany                                                                 |
| 2023 | Konkurs odwołany                                                                 |

## Organizatorzy
Większość kosztów konkursu pokrywają sponsorzy komercyjni i składki od innych uczestniczących państw. Poniższa tabela pokazuje listę miast i miejsc, w których odbył się chór Eurowizji raz lub kilka razy. 
| Konkursy | Kraj             | Miasto-gospodarz | Miejsce          | Rok  |
| -------- | ---------------- | ---------------- | ---------------- | ---- |
| 3        | Łotwa            | Ryga             | Arena Ryga       | 2017 |
| 3        | Szwecja          | Göteborg         | Partille Arena   | 2019 |
| 3        | Konkurs odwołany | Konkurs odwołany | Konkurs odwołany | 2021 |
| 3        | Konkurs odwołany | Konkurs odwołany | Konkurs odwołany | 2023 |

## Zwycięzcy
| Rok  | Data             | Miasto-gospodarz | Uczestnicy       | Zwycięzca        | Utwory                                             | Wykonawca        | Drugie miejsce   | Trzecie miejsce  |
| ---- | ---------------- | ---------------- | ---------------- | ---------------- | -------------------------------------------------- | ---------------- | ---------------- | ---------------- |
| 2017 | 22 lipca         | Ryga             | 9                | Słowenia         | „Ta na Solbici”, „Adrca”, „Aj, zelena je vsa gora” | Carmen Manet     | Walia            | Łotwa            |
| 2019 | 3 sierpnia       | Göteborg         | 10               | Dania            | „True North”, „Viola”                              | Vocal Line       | Łotwa            | Słowenia         |
| 2021 | Konkurs odwołany | Konkurs odwołany | Konkurs odwołany | Konkurs odwołany | Konkurs odwołany                                   | Konkurs odwołany | Konkurs odwołany | Konkurs odwołany |
| 2023 | Konkurs odwołany | Konkurs odwołany | Konkurs odwołany | Konkurs odwołany | Konkurs odwołany                                   | Konkurs odwołany | Konkurs odwołany | Konkurs odwołany |